# Medaillenspiegel der Olympischen Sommerspiele 2004
Diese Tabelle zeigt den Medaillenspiegel der Olympischen Sommerspiele 2004 in Athen. Die Platzierungen sind nach der Anzahl der gewonnenen Goldmedaillen sortiert, gefolgt von der Anzahl der Silber- und Bronzemedaillen. Weisen zwei oder mehr Länder eine identische Medaillenbilanz auf, werden sie alphabetisch geordnet auf dem gleichen Rang geführt. Dies entspricht dem System, das vom Internationalen Olympischen Komitee (IOC) verwendet wird.
74 der 202 teilnehmenden Nationen gewannen in einem der 301 ausgetragenen Wettbewerbe mindestens eine Medaille. Von diesen gewannen 56 mindestens eine Goldmedaille. Jeweils ihre erste olympische Medaille gewannen Eritrea, Paraguay und die Vereinigten Arabischen Emirate, während Chile, Chinesisch Taipeh, die Dominikanische Republik, Georgien, Israel und die Vereinigten Arabischen Emirate ihren ersten Olympiasieger stellten.

## Medaillenspiegel
| Platz | Mannschaft                         | Gold | Silber | Bronze | Gesamt |
| ----- | ---------------------------------- | ---- | ------ | ------ | ------ |
| 01    | Vereinigte Staaten (USA)           | 36   | 39     | 26     | 101    |
| 02    | Volksrepublik China (CHN)          | 32   | 17     | 14     | 63     |
| 03    | Russland (RUS)                     | 28   | 26     | 36     | 90     |
| 04    | Australien (AUS)                   | 17   | 16     | 17     | 50     |
| 05    | Japan (JPN)                        | 16   | 9      | 12     | 37     |
| 06    | Deutschland (GER)                  | 13   | 16     | 20     | 49     |
| 07    | Frankreich (FRA)                   | 11   | 9      | 13     | 33     |
| 08    | Italien (ITA)                      | 10   | 11     | 11     | 32     |
| 09    | Südkorea (KOR)                     | 9    | 12     | 9      | 30     |
| 10    | Großbritannien (GBR)               | 9    | 9      | 12     | 30     |
| 11    | Kuba (CUB)                         | 9    | 7      | 11     | 27     |
| 12    | Ungarn (HUN)                       | 8    | 6      | 3      | 17     |
| 13    | Ukraine (UKR)                      | 8    | 5      | 9      | 22     |
| 14    | Rumänien (ROU)                     | 8    | 5      | 6      | 19     |
| 15    | Griechenland (GRE)                 | 6    | 6      | 4      | 16     |
| 16    | Brasilien (BRA)                    | 5    | 2      | 3      | 10     |
| 17    | Norwegen (NOR)                     | 5    | —      | 1      | 6      |
| 18    | Niederlande (NED)                  | 4    | 9      | 9      | 22     |
| 19    | Schweden (SWE)                     | 4    | 2      | 1      | 7      |
| 20    | Spanien (ESP)                      | 3    | 11     | 6      | 20     |
| 21    | Kanada (CAN)                       | 3    | 6      | 3      | 12     |
| 22    | Türkei (TUR)                       | 3    | 3      | 4      | 10     |
| 23    | Polen (POL)                        | 3    | 2      | 5      | 10     |
| 24    | Neuseeland (NZL)                   | 3    | 2      | —      | 5      |
| 25    | Thailand (THA)                     | 3    | 1      | 4      | 8      |
| 26    | Belarus (BLR)                      | 2    | 5      | 6      | 13     |
| 27    | Österreich (AUT)                   | 2    | 4      | 1      | 7      |
| 28    | Äthiopien (ETH)                    | 2    | 3      | 2      | 7      |
| 29    | Iran (IRI)                         | 2    | 2      | 2      | 6      |
| 0     | Slowakei (SVK)                     | 2    | 2      | 2      | 6      |
| 31    | Chinesisch Taipeh (TPE)            | 2    | 2      | 1      | 5      |
| 32    | Georgien (GEO)                     | 2    | 2      | —      | 4      |
| 33    | Bulgarien (BUL)                    | 2    | 1      | 9      | 12     |
| 34    | Jamaika (JAM)                      | 2    | 1      | 2      | 5      |
| 0     | Usbekistan (UZB)                   | 2    | 1      | 2      | 5      |
| 36    | Marokko (MAR)                      | 2    | 1      | —      | 3      |
| 37    | Dänemark (DEN)                     | 2    | 1      | 5      | 8      |
| 38    | Argentinien (ARG)                  | 2    | —      | 4      | 6      |
| 39    | Chile (CHI)                        | 2    | —      | 1      | 3      |
| 40    | Kasachstan (KAZ)                   | 1    | 4      | 3      | 8      |
| 41    | Kenia (KEN)                        | 1    | 4      | 2      | 7      |
| 42    | Tschechien (CZE)                   | 1    | 3      | 5      | 9      |
| 43    | Südafrika (RSA)                    | 1    | 3      | 2      | 6      |
| 44    | Kroatien (CRO)                     | 1    | 2      | 2      | 5      |
| 45    | Litauen (LTU)                      | 1    | 2      | —      | 3      |
| 46    | Ägypten (EGY)                      | 1    | 1      | 3      | 5      |
| 0     | Schweiz (SUI)                      | 1    | 1      | 3      | 5      |
| 48    | Indonesien (INA)                   | 1    | 1      | 2      | 4      |
| 49    | Simbabwe (ZIM)                     | 1    | 1      | 1      | 3      |
| 50    | Aserbaidschan (AZE)                | 1    | —      | 4      | 5      |
| 51    | Belgien (BEL)                      | 1    | —      | 2      | 3      |
| 52    | Bahamas (BAH)                      | 1    | —      | 1      | 2      |
| 0     | Israel (ISR)                       | 1    | —      | 1      | 2      |
| 54    | Dominikanische Republik (DOM)      | 1    | —      | —      | 1      |
| 0     | Kamerun (CMR)                      | 1    | —      | —      | 1      |
| 0     | Vereinigte Arabische Emirate (UAE) | 1    | —      | —      | 1      |
| 57    | Nordkorea (PRK)                    | —    | 4      | 1      | 5      |
| 58    | Lettland (LAT)                     | —    | 4      | —      | 4      |
| 59    | Mexiko (MEX)                       | —    | 3      | 1      | 4      |
| 60    | Portugal (POR)                     | —    | 2      | 1      | 3      |
| 61    | Finnland (FIN)                     | —    | 2      | —      | 2      |
| 0     | Serbien und Montenegro (SCG)       | —    | 2      | —      | 2      |
| 63    | Slowenien (SVN)                    | —    | 1      | 3      | 4      |
| 64    | Estland (EST)                      | —    | 1      | 2      | 3      |
| 65    | Hongkong (HKG)                     | —    | 1      | —      | 1      |
| 0     | Indien (IND)                       | —    | 1      | —      | 1      |
| 0     | Paraguay (PAR)                     | —    | 1      | —      | 1      |
| 68    | Kolumbien (COL)                    | —    | —      | 2      | 2      |
| 0     | Nigeria (NGR)                      | —    | —      | 2      | 2      |
| 0     | Venezuela (VEN)                    | —    | —      | 2      | 2      |
| 71    | Eritrea (ERI)                      | —    | —      | 1      | 1      |
| 0     | Mongolei (MGL)                     | —    | —      | 1      | 1      |
| 0     | Syrien (SYR)                       | —    | —      | 1      | 1      |
| 0     | Trinidad und Tobago (TTO)          | —    | —      | 1      | 1      |
|       | Gesamt                             | 301  | 300    | 325    | 926    |